# ダイコー (釣具)
ダイコーは、大丸興業の釣り具ブランドである。

## 略歴
- 1951年 - 日本チクレンを吸収合併し、輸出用竹材の加工性産業を引き継ぐ。また、大分県豊後高田市に高田製作所を開設する。
- 1957年 - 米チルドレ&サンダース社に竹竿の輸出を開始。
- 1959年 - 高田製作所から高田工場へ改称
- 1971年 - 米ルー・チルドレ社からグラス製の釣り竿の製造の依頼を受け天龍に製造を委託する。
- 1973年 - 自社でグラスロッドの製造開始。
- 1975年 - ダイコーブランドで販売開始。
- 1976年 - カーボンロッドの製造開始。
- 1993年 - フィッシング事業部を大丸興業から分離独立し、ダイコー株式会社を設立。また、釣竿の製造拠点として和歌山県橋本市に和歌山ダイコー株式会社を設立。
- 2003年 - ダイコー株式会社を清算。大丸興業のフィッシング部門として再吸収。また、和歌山ダイコー株式会社が清算。
- 2008年 - 区画整備のため、大分事業所を高田市内に移転。
- 2010年 - ダイコーブルーレーベルを立ち上げ中国でロッドの製造を始める。
- 2011年 - 宮町から真玉町に移転。また、ダイコーフィッシングタックルギャラリーを開設。
- 2014年1月6日 - ダイコーフィッシングタックルギャラリーを閉館。
- 2014年11月25日 - 大丸興業株式会社が釣り具事業から撤退。[1]

## 概要
釣竿の製造設備を有しており、自社ブランドはもちろん他社の釣竿の製造も数多く行っていた企業である。有名メーカーの人気を博した釣竿等も手掛けていたことから、これらのノウハウを生かし、低価格で高品質な釣竿を販売していた。国内販売は1975年から行い当時は淡水の渓流竿、鮎竿、ヘラ竿、投げ竿等も販売していたが、1990年代以降はルアー竿、磯の上物竿、底物竿などの主力商品のみの販売となっている。2003年にダイコー株式会社及び和歌山ダイコー株式会社が清算したことから、大分と和歌山の製造設備を手放した。大分の製造設備に関しては、ロッドコム株式会社が引き継ぎ、ダイコーブランドの釣竿の製造を引き継いだ。
2014年11月25日に釣り具事業から撤退することとなった。

## 沿革

### 竹材業参入とルーとの出会い
1951年1月に大丸興業株式会社が、すだれ等の輸出用竹材の加工生産業を営んでいた日本チクレン株式会社を買収し、大丸興業高田工場・貿易部竹材課を発足する。
1954年にアメリカで釣り具の販売を行っているチルダー社のルー・チルドレが来日し、福岡の釣具店を介して高田作業所の所長であった安井英雄と出会う。そこでルーと安井は意気投合し、チルダー社への輸出用竹製釣竿の製作を開始することとなった。チルダーの要求を満たすべく霧島山麓の試験林を購入し、京都大学や九州大学の研究者の協力を得て試作を重ね、1957年にチルダー社向けの釣竿が完成し本格的に輸出を開始した。

### スピードスティック
時代の流れとともに釣竿の素材は竹からガラス繊維へと移行していった。そんな折、ルーからガラス繊維製の釣竿の製造の依頼を受ける。しかし、ダイコーは当時ガラス繊維製の釣竿の製造設備を有していなかったため、天龍の塩澤美芳に釣竿の製造を依頼した。そこで完成したのがスピードスティックである。グリップにも厳しい要求があり、富士工業と共同開発で専用のグリップも開発した。そして、1971年に販売が開始される。
1973年にはガラス繊維製の釣竿の製造設備をアメリカから導入し、スピードスティックの自社製造を始める。

### 国内販売とルーとの決別
1975年に「ダイコー」ブランドで日本国内販売を開始する。翌年にはカーボン繊維製の釣竿の製造販売も開始する。当時はスピードスティックの他にヘラ竿の晴釣、鮎友竿の清流、渓流竿の仙郷、磯竿(底物、上物)、トローリング竿、胴付竿、投げ竿など釣竿全般の製造を行っていた。1983年以降はスピードスティックコブラやボロン石鯛ボロンなどを使用した釣竿の製造も開始するなど業績も好調であった。しかし、チルダー社が釣竿の製造を全面的に韓国へ移行してしまったため、国内販売のみとなり、業績は悪化していった。

### ウォントとコスモエース
1985年ウォントシリーズを発表。磯上物竿、磯底物竿、投げ竿を発売した。特に磯底物竿と投げ竿は好評であり、生産終了した後も高値で取引されていた。1987年には低価格ブランドのコスモエースを立ち上げるが不評であり、1989年に幕を閉じた。

### ダイコー株式会社設立
1992年、ブラックバス用の釣竿「フォーミュラースティック」、磯上物竿「フルフィールド　A-one」が発売される。これらは後のダイコーの基礎となる竿となった。
1993年にフィッシング事業部を独立させダイコー株式会社と和歌山ダイコー株式会社を設立する。
また、ブラックバス用の釣竿「アームズスティック」、磯竿(上物・底物)「プレシオ」をリリースし、好評を得た。

### ダイコー株式会社清算
1997年に磯上物竿のプロフィールドロイヤル磯、1999年にバスロッドのカリスマスティック、2000年にシーバスロッドのデスペラードを発売するなど高価格帯商品も増加してきた。更に2001年よりルアーロッドにRodsプロジェクトという新たなブランドが立ち上がり、コブレッティやアルテサーノなどの高級釣竿が販売されるようになった。
2002年にダイコー株式会社の役員であった森津義夫とルアーロッド全般のロッドプランナーであった広瀬達樹、グリップ・広告・ウェブデザインを担当していた川上哲が独立し、メジャークラフトを立ち上げる。
翌年の2003年にダイコー株式会社及び和歌山ダイコー株式会社が清算。ダイコーブランドは大丸興業が引き続き取り扱うこととなり、大分工場の製造設備等の資産はロッドコム株式会社が引き継ぐこととなった。

### 再始動
前述のとおり製造設備を手放したことから、製造はすべて委託することとなった。メインはロッドコムへの委託であるが、山鹿釣具など近隣の提携工場へ委託することもあった。
ルアーロッドに関しては森津義夫がメジャークラフトを設立する為にロッドプランナーを引き抜いたことから後任にメジャークラフト設立メンバーに選ばれなかった大阪チームの松本太郎や東京チームの高木 勇介がロッドプランナーとなった。バスロッドのバロウズやシーバスロッドのフェルザスレガーロなどを手掛けるが、それまでのダイコーロッドと調子が異なるためファン離れが始まった。
2009年にはソルトルアーロッドの高級ブランド「タイドマーク」を始動する。
また、落とし込み釣りなどの大型青物釣りが流行となったため、2012年には数年ぶりに沖釣り竿がリリースされた。

### 海外生産へシフト
日本国内生産にこだわっていたが、原材料費や人件費の高騰、さらにメジャークラフトや大手メーカーの低価格な海外産の釣竿に押されたため、2010年に「ダイコーブルーレーベル」を立ち上げ、低価格帯のルアー竿の製造を中国で行うこととした。
また、ダイコーフィッシングタックルギャラリーを開設した。

### 釣り具事業撤退
2013年にルアーロッドのロッドプランナーの松本太郎が退社し株式会社アピアへ移籍、高木もアングラーズリパブリック(現:パームス)に移籍した。
その後はルアー竿のラインナップを一新し、「ドルーグ」、「イノセント」、「ノクターン」などを発売し、また、磯竿のロイヤルシリーズも一新するなど巻き返しを図るが、ヒットするに至らず、2014年11月24日に釣り具事業から撤退することとなった。